# 미셸 제너
미첼레 헤네르(Michelle Jenner, 1986년 9월 14일 ~ )는 스페인의 배우, 성우이다.

## 출연 작품
- 아워 러버스 (2016)
- 위 니드 투 토크 (2016)
- 마이펫 오지 (2016)
- 줄리에타 (2016)
- 플래그 더 문 (2015)
- 이사벨 (2012)
- 테드: 황금도시 파이티티를 찾아서 (2012)
- 엑스트러터레스트리얼 (2011)
- 서킷 (2010)
- 스패니쉬 무비 (2009)